# Guilty Circle
Guilty Circle (Nhật: ギルティサークル Hepburn: Giruti Sākuru, dịch: Vòng tròn tội lỗi) là một bộ manga của Nhật Bản, được viết bởi Tsukasa Monma và vẽ minh họa Yammy Yamamoto. Bộ truyện bắt đầu được đăng dài kỳ trên trang web và ứng dụng Magazine Pocket của Kōdansha vào tháng 5 năm 2021.

## Xuất bản
Được viết bởi Tsukasa Monma và vẽ minh họa bởi Yammy Yamamoto, Guilty Circle bắt đầu được đăng dài kỳ trên trang web và ứng dụng Magazine Pocket của Kōdansha vào ngày 4 tháng 5 năm 2021. Tính đến tháng 5 năm 2025, các chương của bộ manga đã được tổng hợp thành mười sáu tập tankōbon.
| #  | Ngày phát hành           | ISBN              |
| -- | ------------------------ | ----------------- |
| 1  | Ngày 9 tháng 9 năm 2021  | 978-4-06-524833-1 |
| 2  | Ngày 9 tháng 12 năm 2021 | 978-4-06-526273-3 |
| 3  | Ngày 9 tháng 3 năm 2022  | 978-4-06-527264-0 |
| 4  | Ngày 9 tháng 6 năm 2022  | 978-4-06-528165-9 |
| 5  | Ngày 9 tháng 9 năm 2022  | 978-4-06-529090-3 |
| 6  | Ngày 9 tháng 12 năm 2022 | 978-4-06-529949-4 |
| 7  | Ngày 9 tháng 3 năm 2023  | 978-4-06-530916-2 |
| 8  | Ngày 8 tháng 6 năm 2023  | 978-4-06-531878-2 |
| 9  | Ngày 8 tháng 9 năm 2023  | 978-4-06-532883-5 |
| 10 | Ngày 9 tháng 11 năm 2023 | 978-4-06-533503-1 |
| 11 | Ngày 8 tháng 2 năm 2024  | 978-4-06-534545-0 |
| 12 | Ngày 9 tháng 5 năm 2024  | 978-4-06-535502-2 |
| 13 | Ngày 7 tháng 8 năm 2024  | 978-4-06-536512-0 |
| 14 | Ngày 8 tháng 11 năm 2024 | 978-4-06-537424-5 |
| 15 | Ngày 7 tháng 2 năm 2025  | 978-4-06-538411-4 |
| 16 | Ngày 9 tháng 5 năm 2025  | 978-4-06-539457-1 |